# Calymmodon schultzei
Calymmodon schultzei är en stensöteväxtart som beskrevs av Barbara S. Parris. Calymmodon schultzei ingår i släktet Calymmodon och familjen Polypodiaceae. Inga underarter finns listade.